# Sumitomo Electric Wiring System
Sumitomo Electric Wiring System (SEWS) este o companie specializată în producerea de cablaje electrice din Japonia.
În Polonia, compania deține două fabrici, la Rawicz și Leszno, ambele confecționând cablaje pentru liderul mondial al producătorilor auto, Toyota.
În anul 2009, fabrica de la Rawicz avea 1.200 de angajați, iar cea de la Leszno 1.000 de angajați.

## SEWS în România
În România, Sumitomo Electric Wiring System Europe și-a început investițiile în anul 2000, o dată cu dezvoltarea fabricii de cablaje de la Deva din județul Hunedoara.
Ulterior se dezvoltă o altă fabrică similară în Orăștie și mai apoi la Alba-Iulia, în județul Alba.
În anul 2005, compania avea 1.400 de angajați la Deva, și 800 la Orăștie.
Cele două fabrici de la Deva și Orăștie se întind pe o suprafață de aproximativ 8.000 mp fiecare.
Construcția fabricii din Alba-Iulia a fost finalizată în 2004, iar investițiile în clădiri, terenuri și echipamente au fost de peste 10 milioane de lire sterline.
Număr de angajați în 2009: 4.000